# Marsdenia nana
Marsdenia nana är en oleanderväxtart som beskrevs av Rapini och Fontella. Marsdenia nana ingår i släktet Marsdenia och familjen oleanderväxter. Inga underarter finns listade i Catalogue of Life.